# Otto Fredrikson
Otto Fredrikson (ur. 30 listopada 1981 w Valkeakoski) – fiński piłkarz występujący na pozycji bramkarza. Obecnie jest zawodnikiem Spartaka Nalczyk.

## Kariera klubowa
Fredrikson jest wychowankiem klubu OLS Oulu. W jego juniorskiej drużynie grał do 1999 roku. Wówczas odszedł do trzecioligowego Tervaritu Oulu. W tym klubie był podstawowym bramkarzem. W jego barwach grał przez dwa sezony. W sumie zagrał tam w 40 ligowych spotkaniach. W styczniu 2002 trafił do rezerw niemieckiej Borussii Mönchengladbach. Tam przez dwa lata wystąpił w 15 meczach.
W styczniu 2004 został wypożyczony do fińskiego FF Jaro. W Veikkauslidze zadebiutował 7 maja 2004 w przegranym 0:2 meczu z FC Haka. Od czasu debiutu Fredrikson był podstawowym bramkarzem Jaro. Na wypożyczeniu w tym klubie spędził dwa sezony. Łącznie rozegrał tam 52 ligowe spotkania.
W styczniu 2006 podpisał kontrakt z norweskim Lillestrøm SK. W norweskiej ekstraklasie pierwszy występ zanotował 28 maja 2006 w przegranym 1:2 pojedynku z Sandefjord Fotball. W 2007 roku zdobył z klubem Puchar Norwegii.
W 2010 roku odszedł do rosyjskiego Spartaka Nalczyk, gdzie pierwszy mecz w Priemjer-Lidze zaliczył 13 marca 2010 przeciwko Anży Machaczkała (0:0).

## Kariera reprezentacyjna
Fredrikson zagrał 16 razy w reprezentacji Finlandii U-21. W kadrze seniorskiej zadebiutował 29 maja 2008 w przegranym 0:2 towarzyskim meczu z Turcją.